# Mario Pacheco
Mario Pacheco (San Juan, Argentina, 17 de noviembre de 1978) es un futbolista argentino. Juega como mediocampista defensivo en Club Atlético Colón Juniors del Torneo Federal B.

## Trayectoria

### Nacional B y Primera División
Comenzó su carrera deportiva a los 13 años en Desamparados, club que lo vendió a San Martín de San Juan a los 23 años que limitaba la Primera B Nacional, en donde estuvo en Primera División y convirtió 2 goles en la temporada 2007-2008.La temporada 2008-2009 se fue a Belgrano de Córdoba para jugar nuevamente el nacional B.

### Argentino A
Luego de un año en el club pirata, regresa a San Martín de San Juan donde no tuvo continuidad y decide jugar para Juventud Unida Universitario del argentino A, seis meses después vestiría la casaca de Central Córdoba de Santiago del Estero.

### Argentino B
No consiguiendo la continuidad deseada en los clubes anteriores, decide regresar a su ciudad natal para jugar el argentino B con Unión de Villa Krause la temporada 2011-2012, luego Sportivo Peñarol  (Chimbas) 2012-2013, y actualmente en el club mendocino Deportivo Montecaseros.

## Clubes
| Club                        | País      | Año             |
| --------------------------- | --------- | --------------- |
| Juventud Alianza            | Argentina | 2000-2002       |
| San Martín (SJ)             | Argentina | 2002-2008       |
| Belgrano (C)                | Argentina | 2008-2009       |
| San Martín (SJ)             | Argentina | 2009-2010       |
| Juventud Unida U.           | Argentina | 2010            |
| Central Córdoba (SdE)       | Argentina | 2011            |
| Unión (VK)                  | Argentina | 2011-2012       |
| Sportivo Peñarol            | Argentina | 2012-2013       |
| Deportivo Montecaseros      | Argentina | 2013- 2014      |
| Club Atlético Colón Juniors | Argentina | 2014 - Presente |